# Episodi di Cose dell'altro mondo (terza stagione)
La terza stagione della serie televisiva Cose dell'altro mondo è stata trasmessa in anteprima negli Stati Uniti d'America in syndication tra il 7 ottobre 1989 e il 9 giugno 1990.
| nº | Titolo originale                   | Titolo italiano | Prima TV USA     | Prima TV Italia |
| -- | ---------------------------------- | --------------- | ---------------- | --------------- |
| 1  | Evie's Sweet Sixteen               |                 | 7 ottobre 1989   |                 |
| 2  | Cinderella Evie                    |                 | 14 ottobre 1989  |                 |
| 3  | Bring Me the Head of Donna Garland |                 | 21 ottobre 1989  |                 |
| 4  | A Froggy Day in Marlowe Town       |                 | 28 ottobre 1989  |                 |
| 5  | Eviegeist                          |                 | 4 novembre 1989  |                 |
| 6  | Evie's Driver's License            |                 | 11 novembre 1989 |                 |
| 7  | Evie Goes for the Gold             |                 | 18 novembre 1989 |                 |
| 8  | Hair Today, Gone Tomorrow          |                 | 25 novembre 1989 |                 |
| 9  | Around the World in 80 Minutes     |                 | 2 dicembre 1989  |                 |
| 10 | It's a Cruel World                 |                 | 9 dicembre 1989  |                 |
| 11 | Evie/Stevie                        |                 | 16 dicembre 1989 |                 |
| 12 | The Rocks That Couldn't Roll       |                 | 27 gennaio 1990  |                 |
| 13 | One in a Million                   |                 | 3 febbraio 1990  |                 |
| 14 | Four Men and a Baby                |                 | 10 febbraio 1990 |                 |
| 15 | Evie's Double Trouble              |                 | 17 febbraio 1990 |                 |
| 16 | The Garden of Evie                 |                 | 24 febbraio 1990 |                 |
| 17 | Evie's Magic Touch                 |                 | 3 marzo 1990     |                 |
| 18 | Cowboy Kyle, Man of Granite        |                 | 28 aprile 1990   |                 |
| 19 | Evie's Secret Admirer              |                 | 5 maggio 1990    |                 |
| 20 | Evie's Yuppie Love                 |                 | 12 maggio 1990   |                 |
| 21 | Diamond's Are Evie's Best Friend   |                 | 19 maggio 1990   |                 |
| 22 | A Kinder, Gentler Mayor            |                 | 26 maggio 1990   |                 |
| 23 | My Mother the Con                  |                 | 2 giugno 1990    |                 |
| 24 | Goodbye, Mr. Chris                 |                 | 9 giugno 1990    |                 |